# Arnold Gjergjaj
Arnold Gjergjaj, ps. Kobra (ur. 8 października 1984 w Djakowicy) – szwajcarski bokser kategorii superciężkiej oraz trener bokserski pochodzenia kosowskiego, kilkukrotny mistrz Szwajcarii, Europy oraz świata w swojej kategorii wagowej.
Jest ambasadorem organizacji Terre des hommes w Szwajcarii.

## Życiorys i kariera sportowa
Swoje dzieciństwo spędził w Djakowicy, jednak w wieku 14 lat wraz z rodziną przeniósł się do miejscowości Pratteln w Szwajcarii.
Był trenowany przez Angelo Gallinę. Swoje pierwsze profesjonalne starcie bokserskie odbył dnia 29 sierpnia 2009 roku, wygrał je z Polakiem Dariuszem Ballą w 2. rundzie poprzez nokaut techniczny. 5 grudnia znokautował w pierwszej rundzie Węgra Zoltana Huffnera, natomiast dwa tygodnie później Gjergjaj dokonał nokautu technicznego w 4. rundzie na innym węgierskim zawodniku Sandorze Baloghu.
26 marca 2010 roku na mocy jednomyślnej decyzji sędziów, Gjergjaj wygrał walkę z Bułgarem Jaworem Marinczewem. 4 kwietnia wygrał w 1. rundzie z Węgrem Norbertem Sallaiem przez nokaut techniczny, a 29 maja wygrał w 2. rundzie z innym Węgrem Gáborem Farkasem, także przez nokaut techniczny. 8 lipca na mocy jednomyślnej decyzji sędziów, Gjergjaj wygrał walkę z bułgarskim zawodnikiem Dimitarem Stojmenowem, następnie 12 grudnia pokonał w 5. rundzie Polaka Tomasza Zeprzałkę.
5 lutego 2011 roku jednomyślną decyzją sędziów wygrał walkę z Łotyszem Pavelsem Dolgovsem. 7 maja pokonał w 3. rundzie rumuńskiego boksera Liviu Ungureanu nokautem technicznym, a 28 maja jednomyślną decyzją sędziów wygrał walkę z Litwinem Igorisem Boruchą. 20 sierpnia stoczył walkę z Węgrem Ferencem Zsalekiem, ten jednak został zdyskwalifikowany. 1 października wygrał z Gáborem Farkasem na mocy jednomyslnej decyzji sędziów. 12 listopada Gjergjaj znokautował w 3. rundzie węgierskiego boksera Laszlo Totha, a 17 grudnia znokautował w 2. rundzie Niemca pochodzenia nigeryjskiego, Prince’a Anthony’ego Ikeji.
14 kwietnia 2012 roku Gjergjaj pokonał w 2. rundzie Bośniaka Adnana Buharaliję nokautem technicznym, a 15 września znokautował w 1. rundzie Niemca Alexandra Kahla. 20 października pokonał nokautem technicznym polskiego zawodnika Mateusza Malujdę już w 1. rundzie, a 1 grudnia wygrał z Ukraińcem Maksymem Pediurą w 2. rundzie, także poprzez nokaut techniczny. 26 grudnia Albańczyk pokonał w 3. rundzie Białorusina Juryja Bychaucoua.
W 2013 roku w dwóch walkach z rzędu znokautował przeciwników w 3. rundzie; walczył wówczas przeciwko Finowi Janne Katajisto (23 marca) oraz Argentyńczykowi Nelsonowi Dario Dominguezowi (11 maja). 26 grudnia 2013 w pierwszej rundzie pokonał nokautem technicznym brazylijskiego zawodnika Gilberta Matheusa Domingosa.
15 marca 2014 roku w 7. rundzie znokautował Argentyńczyka Emilia Ezequiela Zaratego. 9 czerwca albański zawodnik wygrał w 2. rundzie walkę z Węgrem Tiborem Baloghem przez nokaut techniczny. 4 października Gjergjaj znokautował w 9. rundzie bośniackiego boksera Adnana Redžovicia, co zapewniło mu tytuł mistrza Europy w boksie w wadze ciężkiej.
27 lutego 2015 roku jednomyślną decyzją sędziów wygrał walkę z Węgrem Zoltanem Csalą; w taki sam sposób Gjergjaj wygrał także 6 czerwca tegoż roku, walcząc z Rosjaninem Dienisem Bachtowem. 5 grudnia wygrał w pierwszej rundzie z Chorwatem Marino Golesem poprzez nokaut techniczny.
W styczniu 2016 roku założył w Pratteln klub bokserski. 21 maja tegoż roku został pokonany nokautem technicznym w 2. rundzie przez brytyjskiego zawodnika Davida Haye; była to pierwsza porażka w historii kariery sportowej Gjergjaja. 17 grudnia tegoż roku w czwartej rundzie pokonał poprzez nokaut techniczny bośniackiego boksera Jasmina Hasicia.
9 grudnia 2017 roku został w 2. rundzie znokautowany przez Irlandczyka Seana Turnera.
1 września 2018 roku znokautował w 2. rundzie Gruzina Gogitę Gorgiladze, a 15 grudnia znokautował w 4. rundzie bośniackiego zawodnika Mirka Tintora.
19 kwietnia 2019 roku na mocy jednomyślnej decyzji sędziów przegrał walkę z Turkiem Umutem Camkiranem, natomiast w ten sam sposób 26 maja tegoż roku Albańczyk wygrał z Zimbabwejczykiem Elvisem Moyo.
10 czerwca 2022 roku wygrał nokautem technicznym w 1. rundzie z chorwackim bokserem Tomislavem Senticiem.
25 marca 2023 roku wygrał w 2. rundzie z Niemcem Dominikiem Vialem poprzez nokaut techniczny, a 24 czerwca znokautował w 4. rundzie łotewskiego zawodnika Kristapsa Zutisa. 2 września pokonał Belga Bilala Laggoune’a, dzięki czemu zdobył tytuł mistrza świata w wadze ciężkiej.

## Życie prywatne
Latem 2014 roku poślubił Martę Spaci (ur. 1992), również będącą Albanką z Kosowa.